# Berliner Fußballclub Dynamo 1986-1987
La pagina raccoglie i dati riguardanti la Dinamo Berlino nelle competizioni ufficiali della stagione 1986-1987.

## Stagione

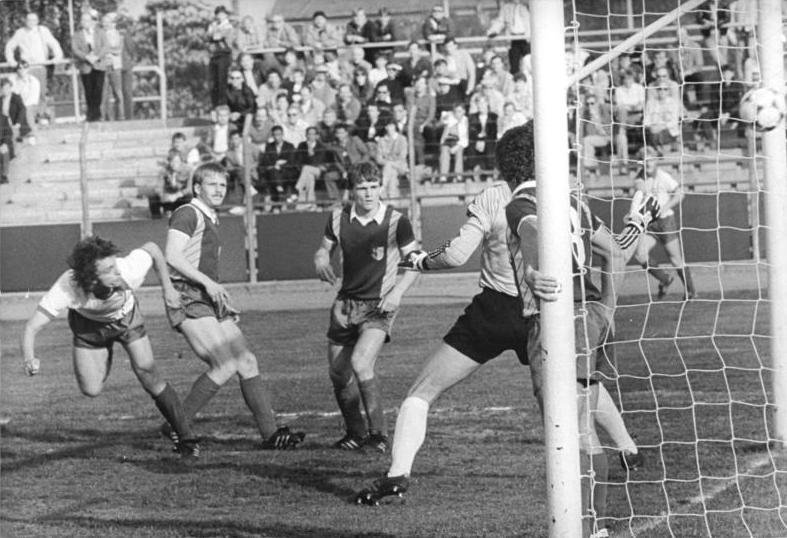
Gol di Thomas Doll nel match contro il Magdeburgo del 9 maggio 1986.

Al termine della stagione 1986-87 la Dinamo Berlino si confermò per la nona volta consecutiva campione della Germania Est, guadagnando il titolo in anticipo rispetto alla fine del campionato, e concludendo con sei punti di vantaggio sulla seconda classificata. Trascinatori della squadra in quella stagione furono Frank Pastor (capocannoniere del torneo con 17 reti), il nuovo acquisto Thomas Doll e Andreas Thom. Poco degne di nota le prestazioni in coppa nazionale (dove fu eliminata al secondo turno) e in Coppa dei Campioni, dove fu fermata agli ottavi di finale dal Brøndby.

## Maglie e sponsor

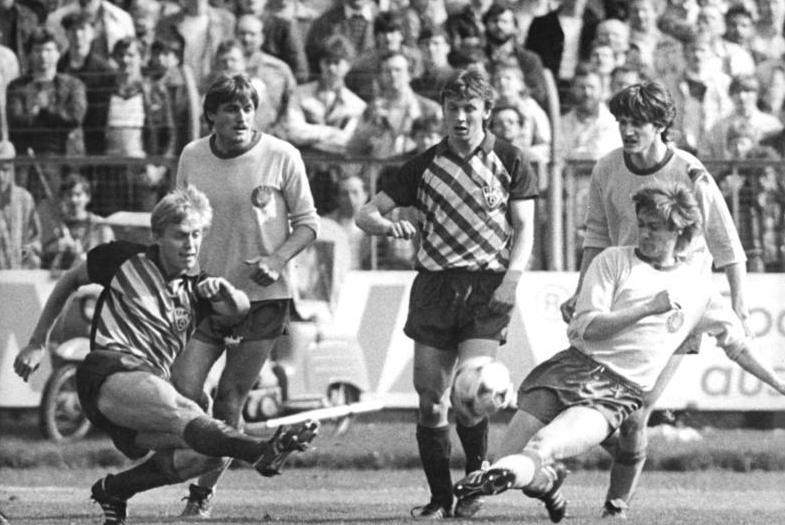
Fase di gioco dell'incontro tra Lokomotive Lipsia e Dinamo Berlino dell'11 aprile 1987

Viene confermato il completo introdotto nel corso della stagione precedente, interamente amaranto con la maglia ornata da righe oblique più chiare. A questa divisa se ne affianca una simile a quella tradizionale, con l'aggiunta di alcune righe orizzontali sulla maglia. Nessuna modifica di rilievo per la divisa da trasferta, in cui calzoncini e calzettoni divengono amaranto.
| Manica sinistra · Maglietta · Manica destra · Pantaloncini · Calzettoni | Manica sinistra · Maglietta · Maglietta · Manica destra · Pantaloncini · Calzettoni | Manica sinistra · Maglietta · Manica destra · Pantaloncini · Calzettoni |

## Organigramma societario
Area direttiva:
- Presidente:  Erich Mielke

Area tecnica:
- Allenatore:  Jürgen Bogs

## Rosa
| N. |                         | Ruolo | Calciatore        |
| -- | ----------------------- | ----- | ----------------- |
|    | Germania Est (bandiera) | P     | Bodo Rudwaleit    |
|    | Germania Est (bandiera) | P     | Marco Kostmann    |
|    | Germania Est (bandiera) | D     | Heiko Brestrich   |
|    | Germania Est (bandiera) | D     | Waldemar Ksienzyk |
|    | Germania Est (bandiera) | D     | Mario Maek        |
|    | Germania Est (bandiera) | D     | Jörg Fügner       |
|    | Germania Est (bandiera) | D     | Frank Rohde       |
|    | Germania Est (bandiera) | D     | Bernd Schulz      |
|    | Germania Est (bandiera) | D     | Burkhard Reich    |
|    | Germania Est (bandiera) | D     | Jörg Fügner       |
|    | Germania Est (bandiera) | D     | Marco Köller      |
|    | Germania Est (bandiera) | C     | Christian Backs   |

| N. |                         | Ruolo | Calciatore       |
| -- | ----------------------- | ----- | ---------------- |
|    | Germania Est (bandiera) | C     | Hendrik Herzog   |
|    | Germania Est (bandiera) | C     | Eike Küttner     |
|    | Germania Est (bandiera) | C     | Michael Schulz   |
|    | Germania Est (bandiera) | C     | Norbert Trieloff |
|    | Germania Est (bandiera) | C     | Rainer Troppa    |
|    | Germania Est (bandiera) | C     | Rainer Ernst     |
|    | Germania Est (bandiera) | A     | Thomas Grether   |
|    | Germania Est (bandiera) | A     | Dirk Anders      |
|    | Germania Est (bandiera) | A     | Thomas Doll      |
|    | Germania Est (bandiera) | A     | Frank Pastor     |
|    | Germania Est (bandiera) | A     | Andreas Thom     |

## Risultati

### Coppa della Germania Est
|  | Motor Eberswalde | 0 – 7 | BFC Dynamo |  |

|  | Chemie Böhlen | 1 – 0 | BFC Dynamo |  |

### Coppa dei Campioni[1]
| Arbitro: | Blankenstein |

|                              |           |                              |
| Hellström 62’ Samuelsson 70’ | Marcatori | 17’ Pastor 76’ Thom 89’ Doll |

| Arbitro: | Röthlisberger |

|                                         |           |               |
| Pastor 10’ Backs 26’ Thom 65’ Ernst 83’ | Marcatori | 35’ Hellström |

| Arbitro: | Syme |

|                              |           |           |
| Schulz 1’ (aut.) Vilfort 15’ | Marcatori | 88’ Rohde |

| Arbitro: | Germanakos |

|           |           |            |
| Ernst 12’ | Marcatori | 7’ Vilfort |

## Statistiche

### Statistiche di squadra
| Competizione       | Punti | In casa | In casa | In casa | In casa | In casa | In casa | In trasferta | In trasferta | In trasferta | In trasferta | In trasferta | In trasferta | Totale | Totale | Totale | Totale | Totale | Totale | DR  |
| Competizione       | Punti | G       | V       | N       | P       | Gf      | Gs      | G            | V            | N            | P            | Gf           | Gs           | G      | V      | N      | P      | Gf     | Gs     | DR  |
| ------------------ | ----- | ------- | ------- | ------- | ------- | ------- | ------- | ------------ | ------------ | ------------ | ------------ | ------------ | ------------ | ------ | ------ | ------ | ------ | ------ | ------ | --- |
| DDR-Oberliga       | 42    | 13      | 10      | 2       | 1       | 34      | 8       | 13           | 9            | 2            | 2            | 25           | 12           | 26     | 19     | 4      | 3      | 59     | 20     | +39 |
| FDGB Pokal         | -     | -       | -       | -       | -       | -       | -       | 2            | 1            | 0            | 1            | 7            | 1            | 2      | 1      | 0      | 1      | 7      | 1      | +6  |
| Coppa dei Campioni | -     | 2       | 1       | 1       | 0       | 5       | 2       | 2            | 1            | 0            | 1            | 4            | 4            | 4      | 2      | 1      | 1      | 9      | 7      | +2  |
| Totale             | -     | 15      | 11      | 3       | 1       | 39      | 10      | 17           | 11           | 2            | 4            | 36           | 17           | 32     | 22     | 5      | 5      | 76     | 28     | +48 |

### Statistiche dei giocatori
| Giocatore | DDR-Oberliga | DDR-Oberliga | FDGB Pokal | FDGB Pokal | Coppa dei Campioni | Coppa dei Campioni | Totale   | Totale |
| Giocatore | Presenze     | Reti         | Presenze   | Reti       | Presenze           | Reti               | Presenze | Reti   |
| --------- | ------------ | ------------ | ---------- | ---------- | ------------------ | ------------------ | -------- | ------ |
| Anders    | 1            | ?            | ?          | ?          | ?                  | ?                  | 1+       | ?      |
| Backs     | 26           | 12           | ?          | ?          | ?                  | ?                  | 26+      | 12+    |
| Brestrich | 1            | ?            | ?          | ?          | ?                  | ?                  | 1+       | ?      |
| Doll      | 26           | 7            | ?          | ?          | ?                  | ?                  | 26+      | 7+     |
| Ernst     | 19           | 5            | ?          | ?          | ?                  | ?                  | 19+      | 5+     |
| Fügner    | 25           | 2            | ?          | ?          | ?                  | ?                  | 25+      | 2+     |
| Grether   | 2            | ?            | ?          | ?          | ?                  | ?                  | 2+       | ?      |
| Herzog    | 7            | ?            | ?          | ?          | ?                  | ?                  | 7+       | ?      |
| Ksienzyk  | 25           | ?            | ?          | ?          | ?                  | ?                  | 25+      | ?      |
| Köller    | 17           | ?            | ?          | ?          | ?                  | ?                  | 17+      | ?      |
| Küttner   | 11           | 5            | ?          | ?          | ?                  | ?                  | 11+      | 5+     |
| Maek      | 3            | ?            | ?          | ?          | ?                  | ?                  | 3+       | ?      |
| Pastor    | 26           | 17           | ?          | ?          | ?                  | ?                  | 26+      | 17+    |
| Rohde     | 24           | ?            | ?          | ?          | ?                  | ?                  | 24+      | ?      |
| Rudwaleit | 26           | ?            | ?          | ?          | ?                  | ?                  | 26+      | ?      |
| B. Schulz | 12           | 1            | ?          | ?          | ?                  | ?                  | 12+      | 1+     |
| M. Schulz | 25           | ?            | ?          | ?          | ?                  | ?                  | 25+      | ?      |
| A. Thom   | 25           | 11           | ?          | ?          | ?                  | ?                  | 25+      | 11+    |
| Trieloff  | 10           | ?            | ?          | ?          | ?                  | ?                  | 10+      | ?      |
| Troppa    | 1            | ?            | ?          | ?          | ?                  | ?                  | 1+       | ?      |